# Ken (cours d'eau)
Pour les articles homonymes, voir Ken.
Le Ken est une rivière indienne de 427 km de long qui coule dans les États de Madhya Pradesh et d'Uttar Pradesh. Elle est un affluent de la Yamuna et donc un sous-affluent du Gange.